# Aureliana angustifolia
Aureliana angustifolia là loài thực vật có hoa trong họ Cà. Loài này được Alm.-Lafetá mô tả khoa học đầu tiên năm 2000.